# 伯爾 (明尼蘇達州)
伯爾，曾被命名被斯坦利（Stanley），是位於美國明尼蘇達州耶洛梅德辛縣佛羅里達鎮區的一個非建制地區。

## 歷史
伯爾於1886年成立，得名自早期定居者伯爾·安德森（Burr Anderson）。伯爾的郵局於1894年設立，其後於1953年停運。

## 地理
伯爾所處的海拔為高於海平面404米（即1325英呎），而該地所採用的時區為UTC-6，即北美中部時區（CST）。同時該地設有夏令時間，為UTC-6調快一小時，即UTC-5（CDT）。